# 阿迪耶尔河
阿迪耶尔河（法語： 或 ，法語發音：[aʁdjɛʁ]）是法国奥弗涅-罗讷-阿尔卑斯大区罗讷省的河流，是索恩河的右支流，长29.9千米。